# 奧托鎮區 (愛荷華州伍德伯里縣)
奧托鎮區（英語：Oto Township）是位於美國愛荷華州伍德伯里縣的一個行政鎮區。

## 地方資料
根據2010年美國人口普查的數據，奧托鎮區的面積為93.28平方千米，當中陸地面積為93.10平方千米，而水域面積為0.18平方千米。當地共有人口286人，而人口密度為每平方千米3.07人。